# Youssef Anis Abi-Aad
Mons. Youssef Anis Abi-Aad (12. ledna 1940, Dfoun - 6. května 2017) byl libanonský maronitský katolický kněz a emeritní archeparcha Aleppa.

## Život
Narodil se 12. ledna 1940 v Dfouně.
Na kněze byl vysvěcen 18. června 1966 jako kněz Istituto del Prado.
Dne 7. června 1997 jej papež Jan Pavel II. jmenoval archieparchou (arcibiskupem) Aleppa. Biskupské svěcení přijal 1. listopadu 1997 z rukou kardinála Nasrallaha Butruse Sfeir a spolusvětiteli byli biskup Béchara Butrus Raï a arcibiskup Paul Youssef Matar.
Dne 11. listopadu 2003 přijal papež Jan Pavel II. jeho rezignaci. Zemřel 6. května 2017.